# Barão de Campinas
Barão de Campinas é um título criado por D. Pedro II do Brasil por carta de 21 de setembro de 1870, em favor a Bento Manuel de Barros.
Titulares
1. Bento Manuel de Barros (1791–1873);
2. Maria Luzia de Sousa Aranha (1797–1879);
3. Joaquim Pinto de Araújo Cintra (1824–1894).